# مارك هاردي (لاعب كرة قاعدة)
مارك هاردي هو لاعب كرة قاعدة كندي، ولد في 3 مايو 1988 في كامبل ريفر في كندا.

## وصلات خارجية
- مارك هاردي على موقعبيزبول رفرنس.كوم (الدوري الثانوي) (الإنجليزية)